# Slip-N-Slide Records
La Slip-n-Slide Records è una etichetta discografica statunitense di proprietà del fondatore Ted "Touche" Lucas. La label, nata nel 1994 a Miami, è specializzata prevalentemente in una costola del Dirty South hip hop chiamato Miami hip hop. Le produzioni dell'etichetta sono state distribuite da Warner Music Group e Atlantic Records. Da febbraio 2006 i prodotti della Slip-n-Slide vengono distribuiti tramite la Def Jam Records.
Tra gli artisti, passati e presenti, che hanno lavorato con l'etichetta ci sono: Citty, (attuale presidente della label), Trick Daddy, Trina, Don Yute, Duece Poppi, Rick Ross, FT. Meyers, Lost Tribe e Plies.

## Storia
Il primo rapper a firmare con l'etichetta fu Trick Daddy che debuttò nel 1997 con la pubblicazione tramite l'etichetta dell'album in studio Based on a True Story e fece successo a livello nazionale con il brano dell'anno successivo, www.thug.com. Tramite l'etichetta pubblicò diversi album e singoli tra cui la hit del 2004 Let's Go assieme a Lil Jon e Twista. Nel 2006 pubblicò Back By Thug Demand: sarebbe stata l'ultima pubblicazione con la Slip-N-Slide Records, perché infatti nel 2006 lasciò l'etichetta per creare l'etichetta di sua proprietà Dunk Ryders Records. Trina e Plies firmarono per l'etichetta. Rick Ross invece firmò all'inizio del 2000. Con la Slip-N-Slide il rapper ha pubblicato due album in studio: Port of Miami nel 2006 e Trilla nel 2008. Abbandonò l'etichetta nel 2009.

## Artisti sotto contratto
- Plies
- Teenear
- Sebastian Mikael
- Swazy
- Trick Daddy & Trina
- Mike Smiff
- F$O Dinero[7]

### Artisti precedenti
- Money Mark
- Trick Daddy
- Trina
- J-Shin
- Rick Ross
- Shonie
- Jagged Edge[8]
- Qwote
- Drew Sidora